# Rhaphium caudatum
Rhaphium caudatum är en tvåvingeart som beskrevs av Van Duzee 1926. Rhaphium caudatum ingår i släktet Rhaphium och familjen styltflugor.
Artens utbredningsområde är Ontario. Inga underarter finns listade i Catalogue of Life.